# Gymnostachys
Gymnostachys is een geslacht uit de aronskelkfamilie (Araceae). Het geslacht telt een soort. De soort komt voor in het oosten van Queensland en New South Wales, waar hij groeit in regenwouden en vochtige eucalyptusbossen.

## Soorten
- Gymnostachys anceps

... · 
Aglaonema · 
Alocasia · 
Amorphophallus · 
Anthurium · 
Arum (Aronskelk) · 
Caladium · 
Calla · 
Culcasia · 
Dieffenbachia · 
Dracunculus · 
Epipremnum · 
Gymnostachys · 
Helicodiceros · 
Lemna (Eendenkroos) · 
Monstera · 
Philodendron · 
Pistia · 
Scindapsus · 
Spathiphyllum (Lepelplant) · 
Spirodela · 
Wolffia · 
...